# هيكتور بوسكي
هيكتور بوسكي (بالإسبانية: Héctor Bosque)‏ (من مواليد 15 أغسطس 1978 في الكانيز، مقاطعة طرويل) هو لاعب كرة قدم إسباني متقاعد، لعب في مركز خط الوسط.

## وصلات خارجية
- BDFutbol profile
- Futbolme profile (بالإسبانية)